# Orientgylling
Orientgylling (Oriolus xanthornus) är en asiatisk fågel i familjen gyllingar inom ordningen tättingar.

## Utseende och läte
Orientgyllingen är en medelstor (23 cm) och omisskännlig gylling med svart huvud. Även vingar och stjärt är svarta med inslag av gult, medan fjäderdräkten i övrigt är gul. Ögat och näbben är röd, benen svarta. Ungfågeln liknar den adulta men har vitaktig näbb, gul panna, vitaktig ögonring och svartstrimmig smutsvit strupe. Sången liknar svartnackad gylling, ett fylligt visslande "wye-you" eller "yiu-hu-a-yu". Lätet är ett hårt och nasalt "kwaaak".

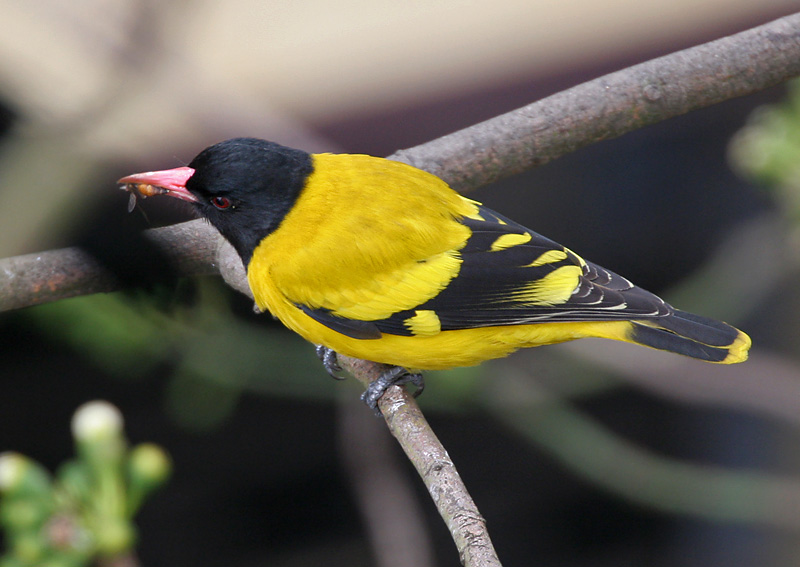

## Utbredning och systematik
Orientgylling delas in i fem underarter med följande utbredning:
- Oriolus xanthornus xanthornus – förekommer i norra Indien, Myanmar, Thailand och nordvästra Malackahalvön; vintertid till Sumatra
- Oriolus xanthornus maderaspatanus – förekommer på södra Indiska subkontinenten
- Oriolus xanthornus reubeni – förekommer på Andamanerna
- Oriolus xanthornus ceylonensis – förekommer på Sri Lanka
- Oriolus xanthornus tanakae – förekommer i kustnära nordöstra Borneo och angränsande öar

## Status och hot
Artens population har inte uppskattats och dess populationstrend är okänd, men utbredningsområdet är relativt stort. Internationella naturvårdsunionen IUCN anser inte att den är hotad och placerar den därför i kategorin livskraftig. Världspopulationen har inte uppskattats men den beskrivs som vanlig.